# Spett (redskap)

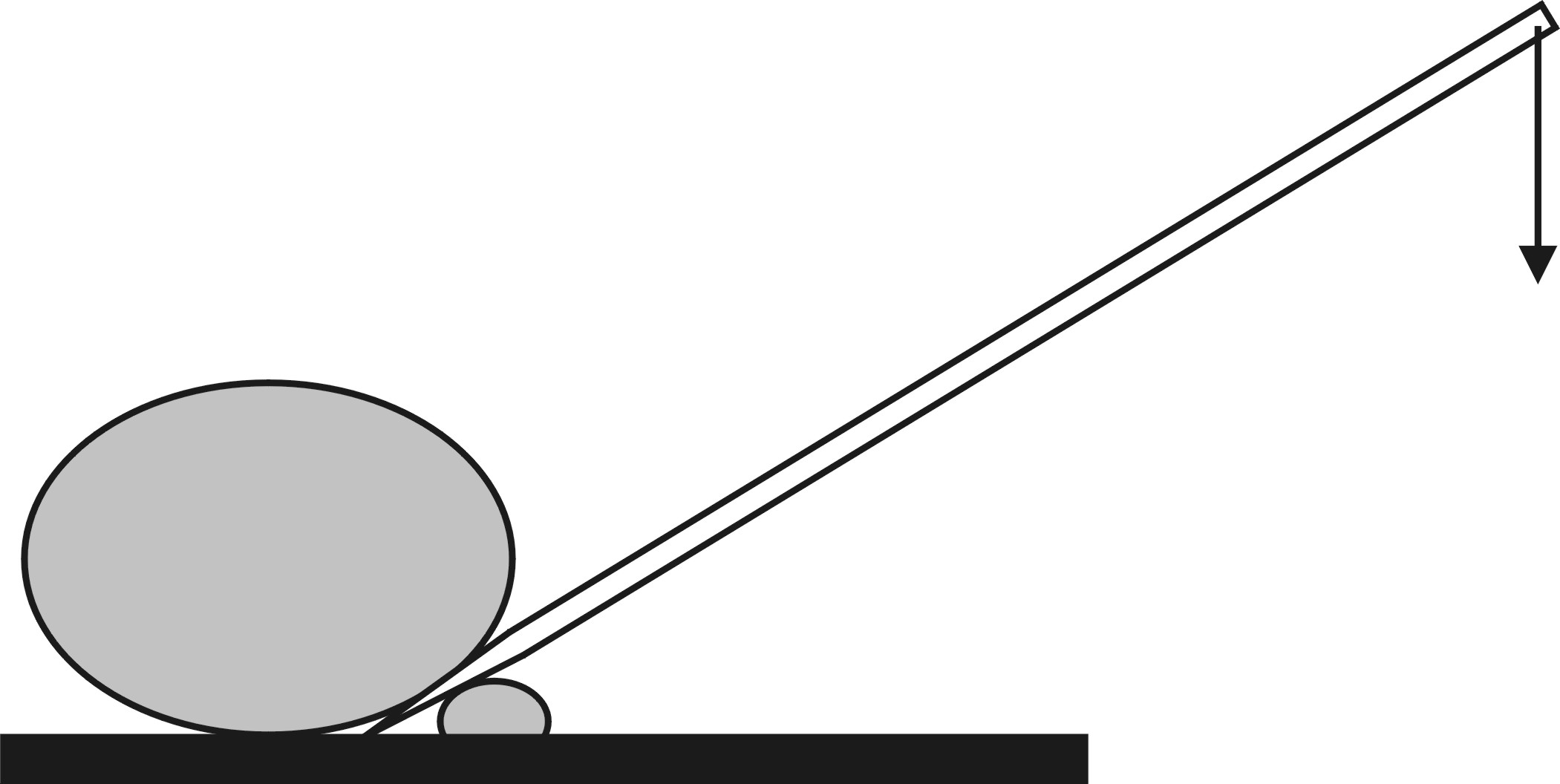
Om man tar ett spett som är 1 meter långt och sätter spetsen under en sten och sedan sätter en sten 1 decimeter från spetsen så har man fått en utväxling på 1:9, vilket innebär att spettets spets om man trycker nedåt med 500 newton på spettets andra ände utsätter stenen för en kraft av 4500 N vilket kanske kan få den att lyfta.

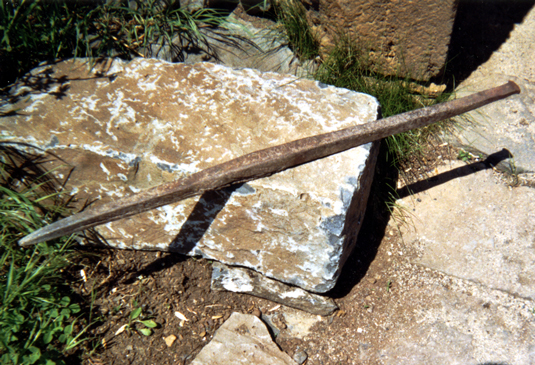
Kofot i smidesjärn, som använts för att extrahera från fält med basalt. Längd: 1 meter.

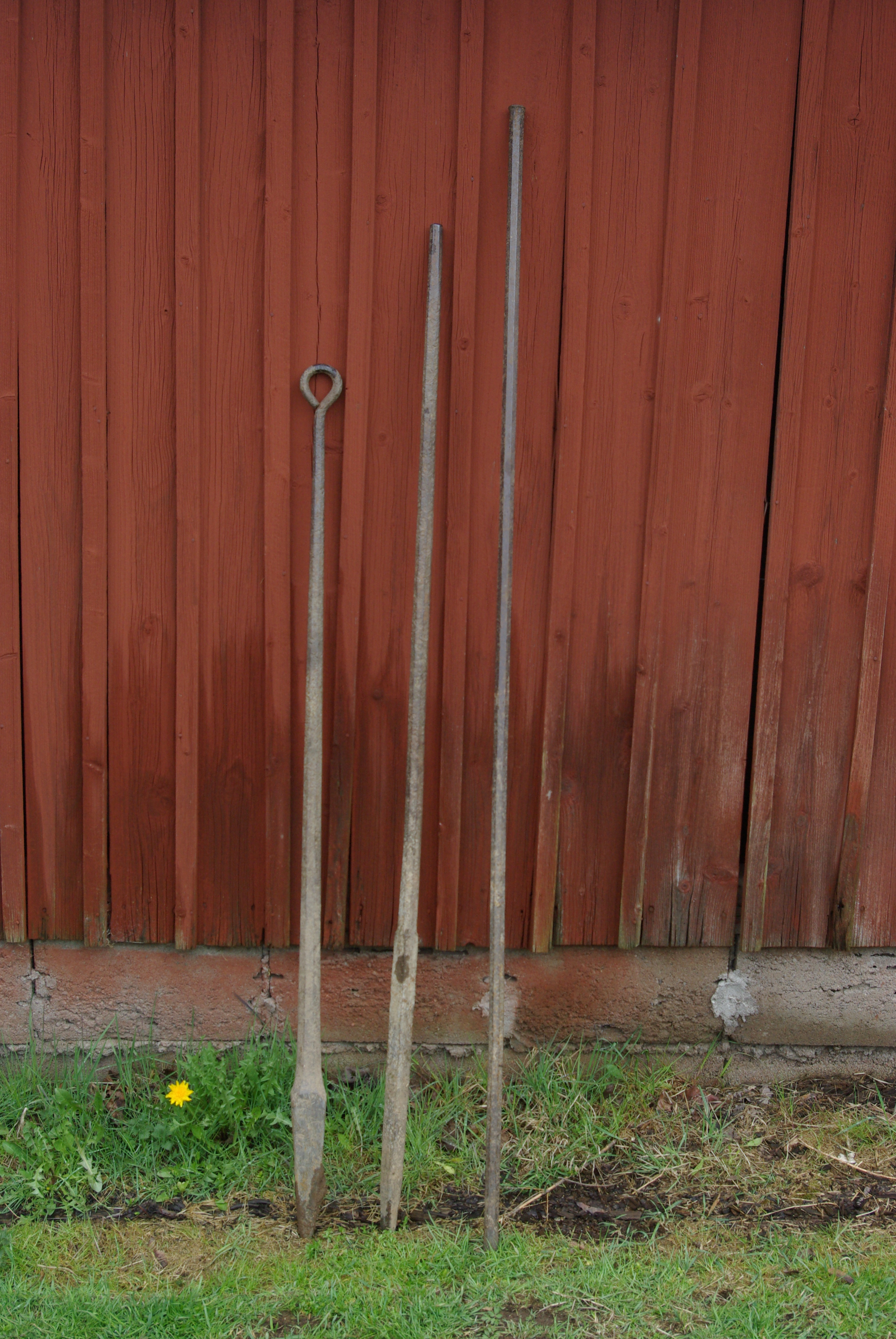
Exempel på tre olika järnspett. Till vänster en så kallad "Järnstör", som är avsedd att sätta ner stängselstör i marken. I mitten ett standardbetonat järnspett. Till höger ett smalt järnspett med mejselformad spets för att bryta sten med.

Ett spett (även järnspett, stålspett, brytspett) är en bärbar hävstång i metall, som används i byggnads- och jordbruksarbete vid bland annat is- och stenbrytning, samt för att göra hål i marken för exempelvis stängselstolpar.
Ett typiskt spett är 100 – 180 centimeter långt, med fyrkantigt kilformat huvud som kan vara vinklat och åttakantigt skaft för grepp. Vikten är mellan fyra och nio kilogram. Kilformen i ena änden är för att underlätta arbetet att till exempel få in spettet under en sten och få bättre angreppsposition för hävstången. Ett spett för håltagning i marken har inget vinklat huvud.
En "Järnstör", även kallat "Ringspett" (möjligen dialektalt) är en speciell typ av spett som är helt anpassat för att sätta stängselstolpar i marken. Den har en tung och kraftig nedre del. Skaftet är koniskt för att det inte skall uppstå självsvängningar i det om man använder Järnstören som slägga för att slå ner stängselstolpen. Ringen i ändan används för att packa till marken runt stångselstolpen. På så vis är det möjligt att i många fall klara av att sätta stängselstolpar med hjälp av ett enda redskap. 